# Andrzej Koniakowski
Andrzej Koniakowski (ur. 19 maja 1944 w Krakowie) – polski artysta fotograf. Członek Okręgu Śląskiego Związku Polskich Artystów Fotografików. Członek Katowickiego Towarzystwa Fotograficznego.

## Życiorys
Andrzej Koniakowski od 1945 roku mieszka w Katowicach. Zadebiutował w 1971 roku na wystawie fotografii „Przyroda i krajobraz regionu krakowskiego”, zorganizowanej przez Krakowskie Towarzystwo Fotograficzne, na której został wyróżniony. W 1973 roku był autorem pierwszej wystawy indywidualnej, zorganizowanej przez Klub Studencki „Wahadło” w Katowicach.
W latach 1959–1962 był członkiem Klubu Fotograficzno-Filmowego „Żak”, działającego przy Pałacu Młodzieży w Katowicach. W latach 1969–1989 był członkiem Katowickiego Towarzystwa Fotograficznego, w którym (w latach 1971–1975) pełnił funkcję sekretarza. W latach 1976–1979 był członkiem Rady Artystycznej Federacji Amatorskich Stowarzyszeń Fotograficznych w Polsce. W latach 1975–2011 był członkiem Związku Polskich Artystów Fotografików (legitymacja nr 430), gdzie w latach 1981–1988 pełnił funkcję członka Zarządu, następnie (w latach 1988–1992) prezesa Zarządu Okręgu Śląskiego ZPAF. Od 1999 do 2002 roku był wiceprezesem oraz od 2005 roku przewodniczącym Komisji Rewizyjnej Okręgu Śląskiego ZPAF, od 2008 roku ponownie wiceprezesem Okręgu Śląskiego ZPAF.
W 2001 roku był współzałożycielem Śląskiego Towarzystwa Fotograficznego, powstałego na bazie dawnego Katowickiego Towarzystwa Fotograficznego. Od 2005 roku wspólnie z Januszem Musiałem realizuje filmy dokumentalne o artystach fotografikach Okręgu Śląskiego ZPAF, z cyklu „Leksykon Śląskiej Fotografii”. W 2005 roku został uhonorowany Nagrodą im. Karola Miarki za twórczość i działalność fotograficzną. Szczególną rolę w twórczości Andrzeja Koniakowskiego zajmuje fotografia pejzażowa przemysłowego Śląska.
Andrzej Koniakowski jest autorem i współautorem wielu wystaw fotograficznych; indywidualnych i zbiorowych, krajowych i międzynarodowych. Jest uczestnikiem krajowych i międzynarodowych konkursów (salonów) fotograficznych, organizowanych (m.in.) pod patronatem FIAP, uhonorowany medalami, wyróżnieniami, dyplomami i listami gratulacyjnymi. Prowadzi warsztaty fotograficzne. Uczestniczy w posiedzeniach jury, w konkursach fotograficznych.
Jego fotografie znajdują się w zbiorach (m.in.) Watykanu, Biblioteki Śląskiej w Katowicach i galerii Szyb Willson.

## Wybrane wystawy
- „Śląskie Impresje”;
- „Czarno – zielona ojczyzna”;
- „Dokumentacja subiektywna Barwna Fotografia Użytkowa”;
- „Odejście i przyszłość”;
- „Katowice obraz miasta”;
- „Stalowe pejzaże 2002”;
- „Wspomnienie z dobrego życia”;
- „Śląskie stalowe pejzaże 2002–2004”[18];
- „Było, minęło” (2010)[11];
- „Śląskie spojrzenie Andrzeja Koniakowskiego” (2016)[7][19];

Źródło.

## Odznaczenia
- Medal 40-lecia ZPAF;
- Medal 150-lecia Fotografii (1989);
- Odznaka honorowa „Zasłużony dla Kultury Polskiej” (2007)[4];
- Złoty Medal „Za Fotograficzną Twórczość”[22];

Źródło.